# Topaz (musikalbum)
Topaz är ett album av Monica Zetterlund, utgivet 1993. 
Albumet är producerat av Peter R. Ericson. Det kan sägas följa samma koncept som det tidigare utgivna albumet Varsamt och är följaktligen en blandgång mellan äldre och nyare låtar. "Om igen (Ett avlägset sorl)", med Titiyo som bakgrundssångerska, gavs ut som singel.

## Låtlista
1. Våga en gång till (Here's to life, musik: Artie Butler, svensk text: Åke Edin)
2. Om igen (Ett avlägset sorl) (Peter R. Ericson)
3. Dance only with me (musik: Adolph Green, text: Betty Comden)
4. Topaz & Sir Tom (musik: Steve Dobrogosz, text: Peter R. Ericson)
5. Trots allt är ensamheten värst (Triste, musik: Antonio Carlos Jobim, svensk text: Åke Edin)
6. Ensam på havet (Stina Nordenstam)
7. Han är den jag vill ha (Song for my lady, musik: Toots Thielemans, svensk text: Lasse Bagge)
8. Tack gode Gud för musikanter (O bêbado e a equilibrista, musik: João Bosco och Aldir Blanc, svensk text: Åke Edin)
9. Zanzibar Song (musik: Monica Dominique, text: Steen Rasmussen och Michael Wikke)
10. Riddarfjärdsblues (musik: Ralph Lundsten, text: Ingela Pling Forsman)
11. Tystnaden tätnar (Mikael Wiehe)

## Listplaceringar
| Lista (1993) | Position |
| ------------ | -------- |
| Sverige      | 18       |